# Torre Matas
La Torre Matas, o Casa Flores, és un edifici de Sant Andreu de Llavaneres (Maresme) inclòs a l'Inventari del Patrimoni Arquitectònic de Catalunya. Juntament amb la veïna Casa Belvís formen les anomenades Torres Bessones del carrer Clòsens.

## Descripció
Es tracta d'una torre aïllada envoltada per un jardí. Consta de planta baixa, dos pisos i golfes. L'estructura està formada per la suma de dos cossos. La coberta és a dues aigües i està envoltada per un ràfec. Hi ha un joc d'espais oberts i tancats que li donen un aire dinàmic.

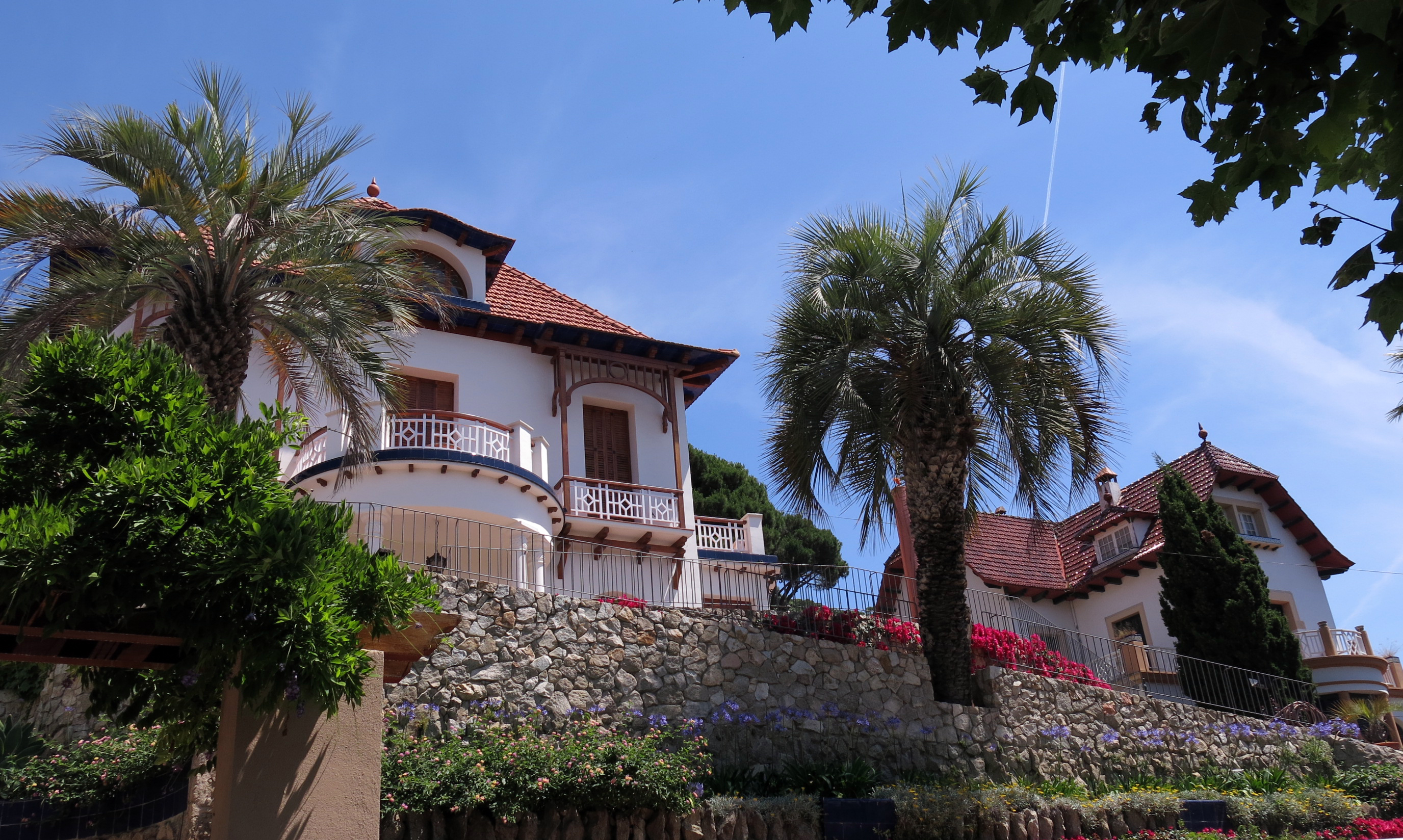
Les Torres Bessones, amb la Torre Matas a la dreta

## Història
Al segle xx Sant Andreu de Llavaneres esdevé nucli d'estiueig de la burgesia barcelonina. La Torre Matas, obra de Joaquim Lloret i Homs, pertanyia a la família així cognominada, així com la torre del costat, per això tant l'una com l'altra sovint són conegudes com la Torre Matas.